# Ilhas Campbell

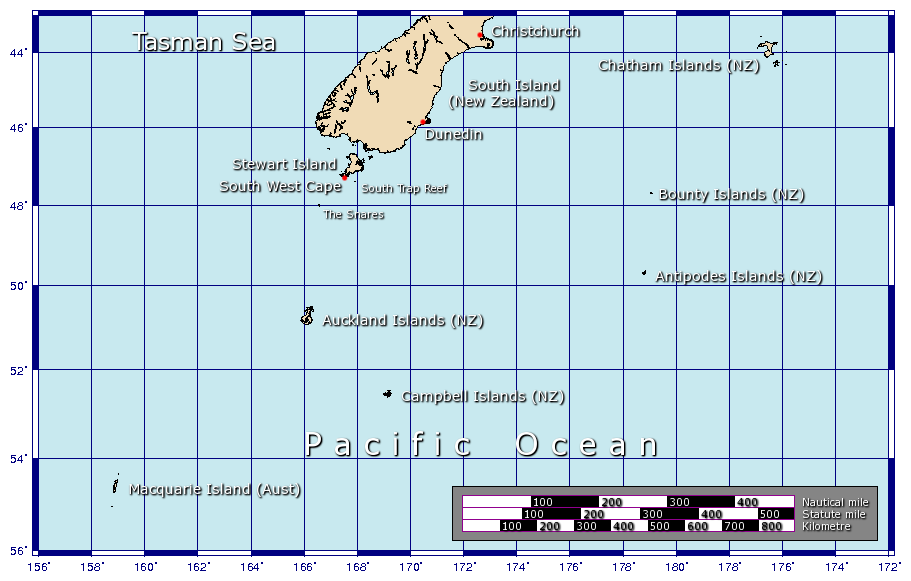
Localização de Campbell em relação à Nova Zelândia e demais ilhas

Campbell são um grupo de ilhas subantárticas, pertencentes à Nova Zelândia. Estão cerca de 600 quilômetros ao sul da ilha Stewart. Têm uma área total de 113,31 quilômetros quadrados, consistindo de uma grande ilha, a ilha Campbell (112,68 quilômetros quadrados) e várias ilhotas, notadamente a ilha Dent (0,23 quilômetro quadrado), ilha de Jeanette Marie (0,11 quilômetro quadrado), ilha Folly, ilha Jacquemart (0,19 quilômetro quadrado) e ilha Monowai (0,08 quilômetro quadrado).
Em 2001 foi palco do maior projeto de erradicação de ratos no mundo até então.